# Raas (Natz-Schabs)

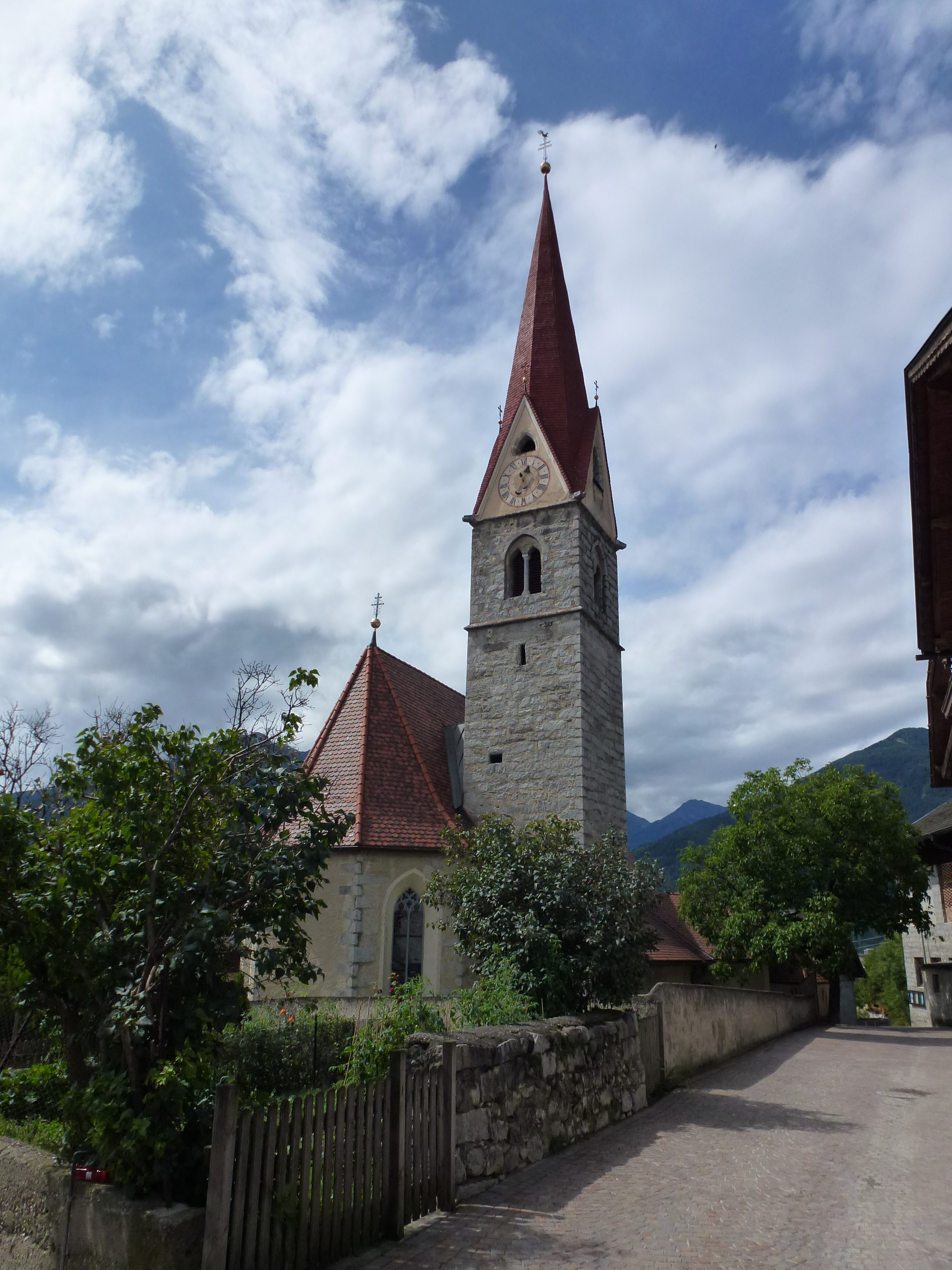
St. Ägidius in Raas

Raas (italienisch Rasa) ist ein Dorf in Südtirol und eine Fraktion der Gemeinde Natz-Schabs. Das Dorf liegt auf einem kleinen von Eisack und Rienz umgrenzten Plateau im Eisacktal unmittelbar nördlich von Brixen. Benachbarte Ortschaften sind Neustift im Südwesten, Elvas im Südosten und Natz im Osten.
Das ehemals kleine Dorf ist durch regen Zuzug in den 1970er- und 1980er-Jahren auf über 500 Einwohner angewachsen. Die Einwohner werden Raia genannt. Die Kirche von Raas ist dem Hl. Ägidius geweiht und ersturkundlich bereits 1173 als „ecclesia s(ancti) Egidii“ genannt. In Raas gibt es eine Grundschule für die deutsche Sprachgruppe. Südöstlich des Ortszentrums liegt das Raier Moos, ein geschütztes Feuchtbiotop mit seltener Fauna und Flora, das auch als Naherholungszone geschätzt wird.
Der Ortsname ist in einer auf Latein verschriftlichten Schenkung aus dem Jahr 1149 ersturkundlich genannt. Dabei schenkt ein gewisser Wolfherus sein Landgut pro remedio anime sue (‚für sein Seelenheil‘) an das Kloster Neustift. Als Zeugen dieser Amtshandlung sind Walte et Wille de Raeis anwesend. Andere Nennungen können nicht sicher auf Raas bezogen werden: Es ist möglich, dass eine Schenkungsurkunde des Klosters Neustift aus dem Jahre 1162 sich auch auf Raas bezieht. Dort geht es um eine Hube in Regis. In einer anderen Urkunde von 1140 ist Aurages nachzuweisen. Demnach könnte dem Ortsnamen Aula Regis (‚Hofgut des Königs‘) zugrunde liegen.